# Soulles
Soulles is een plaats en voormalige gemeente in het Franse departement Manche (regio Normandië) en telt 395 inwoners (1999). De plaats maakt deel uit van het arrondissement Saint-Lô en sinds 1 januari 2019 van de commune nouvelle Bourgvallées.

## Geografie
De oppervlakte van Soulles bedraagt 14,7 km², de bevolkingsdichtheid is 26,9 inwoners per km².
De onderstaande kaart toont de ligging van Soulles met de belangrijkste infrastructuur en aangrenzende gemeenten.

## Demografie
Onderstaande figuur toont het verloop van het inwonertal (bron: INSEE-tellingen).

Gourfaleur · La Mancellière-sur-Vire · Le Mesnil-Herman · Saint-Romphaire · Saint-Samson-de-Bonfossé · Soulles